# Distrito de Jurbarkas
El distrito de Jurbarkas (lituano: Jurbarko rajono savivaldybė) es un municipio-distrito lituano perteneciente a la provincia de Tauragė.
En 2017 tiene 26 886 habitantes en un área de 1507 km². Su capital es Jurbarkas.
Se ubica en la esquina suroriental de la provincia y está separado de la provincia de Marijampolė por el río Niemen.

## Subdivisiones
Se divide en 12 seniūnijos (entre paréntesis la localidad principal):
- Seniūnija de Eržvilkas (Eržvilkas)
- Seniūnija de Girdžiai (Girdžiai)
- Seniūnija de Juodaičiai (Juodaičiai)
- Jurbarkas (seniūnija formada por la capital municipal)
- Seniūnija de Jurbarkai (Jurbarkai)
- Seniūnija de Raudonė (Raudonė)
- Seniūnija de Seredžius (Seredžius)
- Seniūnija de Skirsnemunė (Skirsnemunė)
- Seniūnija de Smalininkai (Smalininkai)
- Seniūnija de Šimkaičiai (Šimkaičiai)
- Seniūnija de Veliuona (Veliuona)
- Seniūnija de Viešvilė (Viešvilė)